# Néphile dorée
Trichonephila inaurata
Espèce
Synonymes
- Epeira inaurata Walckenaer, 1841
- Epeira geniculata Walckenaer, 1841
- Epeira madagascariensis Vinson, 1863
- Epeira nigra Vinson, 1863
- Nephila cothurnata Gerstäcker, 1873
- Nephila argyrotoxa Gerstäcker, 1873
- Nephila ardentipes Butler, 1876
- Nephila inaurata seychellensis Canard, 1975

Statut de conservation UICN

 LC  : Préoccupation mineure
Trichonephila inaurata, la Néphile dorée, est une espèce d'araignées aranéomorphes de la famille des Araneidae.

## Distribution
Cette espèce se rencontre aux Mascareignes, aux Seychelles, à Madagascar, à Mayotte, en Eswatini et en Afrique du Sud.
La néphile dorée est très commune dans les Hauts de La Réunion, où elle est appelée bibe jaune ou bibe noire.

## Description

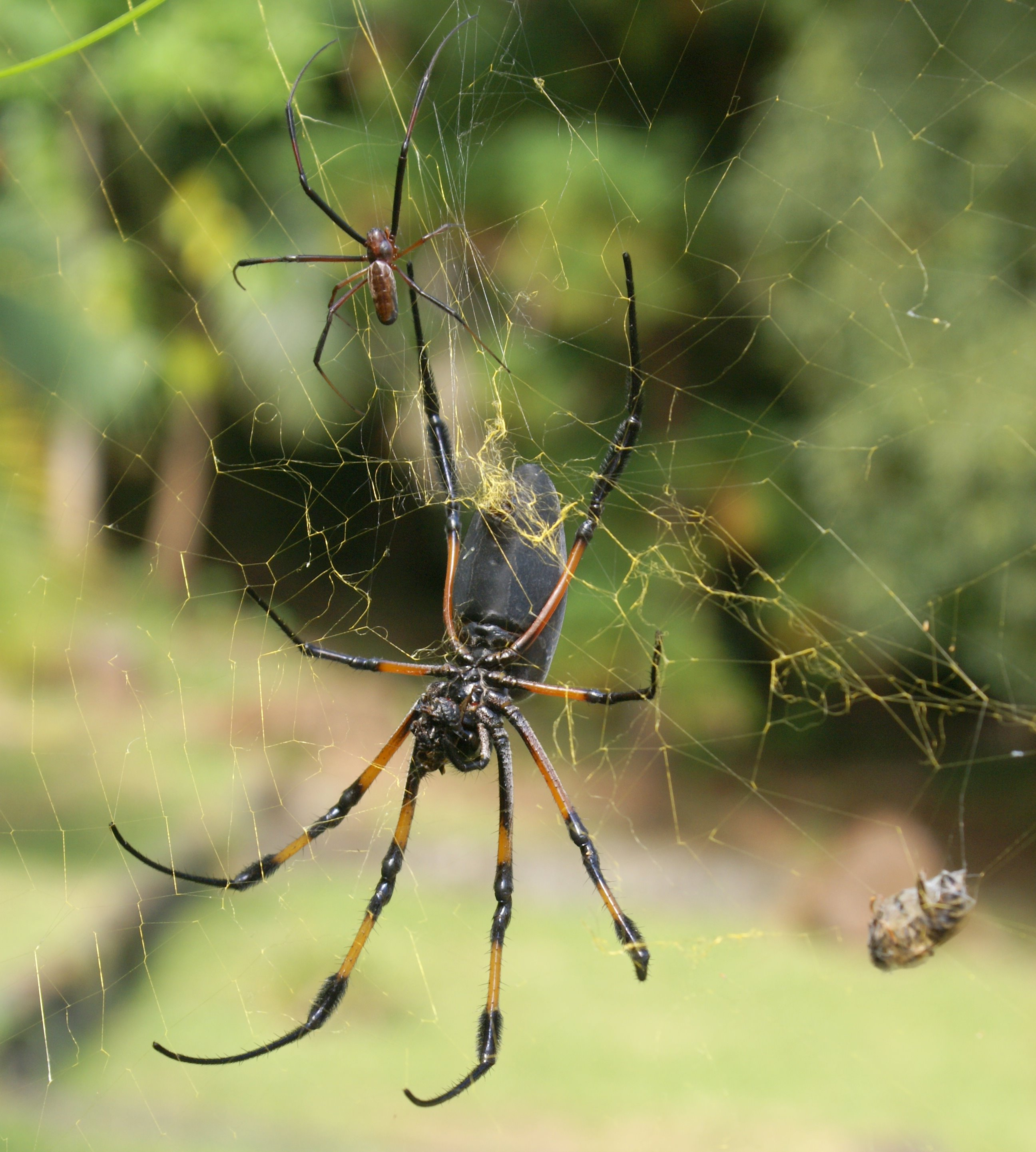
Mâle et femelle (La Réunion).

Comme toutes les araignées de cette famille, la néphile dorée a une forme très allongée et de très longues pattes. Celles-ci sont orangées ou rouges et son abdomen (ou opisthosome) est doré ou noir.
C'est une araignée passive et inoffensive mais dont la morsure peut être douloureuse.
À l'âge adulte, le dimorphisme sexuel est particulièrement favorable à la femelle. Son corps peut mesurer plusieurs centimètres (entre 6 et 13) alors que celui du mâle ne mesure guère que cinq millimètres en moyenne, voire un peu plus d'un centimètre . L'envergure de la femelle peut être d'une dizaine de centimètres, celle du mâle ne dépassera guère quatre centimètres.

## Toile
La toile de la néphile dorée est toujours inclinée d'environ 15° par rapport à la verticale, de sorte que les proies sont toujours pendues à celle-ci et ne peuvent pas se libérer les unes les autres. La néphile dorée fait vibrer sa toile avec ses pattes lorsqu'un mouvement de cette dernière se fait sentir. Il semble que ce soit une façon de localiser avec précision l'insecte captif.
Le mâle vit sur la toile de la femelle, généralement du côté opposé. Il se nourrit de ses proies.
La particularité la plus remarquable et trop négligée de la sous-espèce réunionnaise, Trichonephila inaurata inaurata, est l'édification régulière d'un dispositif axial composé (« device ») ajouté aux orbes des immatures et des femelles adultes et ayant la valeur d'un stabilimentum,,. Il s'agit d'un cordon ou « chapelet » vertical de « boulettes » anguleuses (« pellets »), toujours localisé au-dessus du moyeu fermé où se poste généralement l'araignée. Disposées sur un cordon soyeux multi-fils, ces « boulettes » sont formées par des restes de proies, des débris de plantes et de la soie. Elles ont une taille et un espacement variable. Leur nombre est compris entre 2 et 20, la longueur totale du stabilimentum pouvant atteindre alors une vingtaine de centimètres. Leur caractère non comestible les différencie des réserves de proies emmaillotées suspendues en divers points de sa toile par la sous-espèce voisine, Trichonephila inaurata madagascariensis (« cocons nourriciers » de Legendre en 1966). Le stabilimentum paraît manquer aussi chez les Néphiles des Seychelles. 

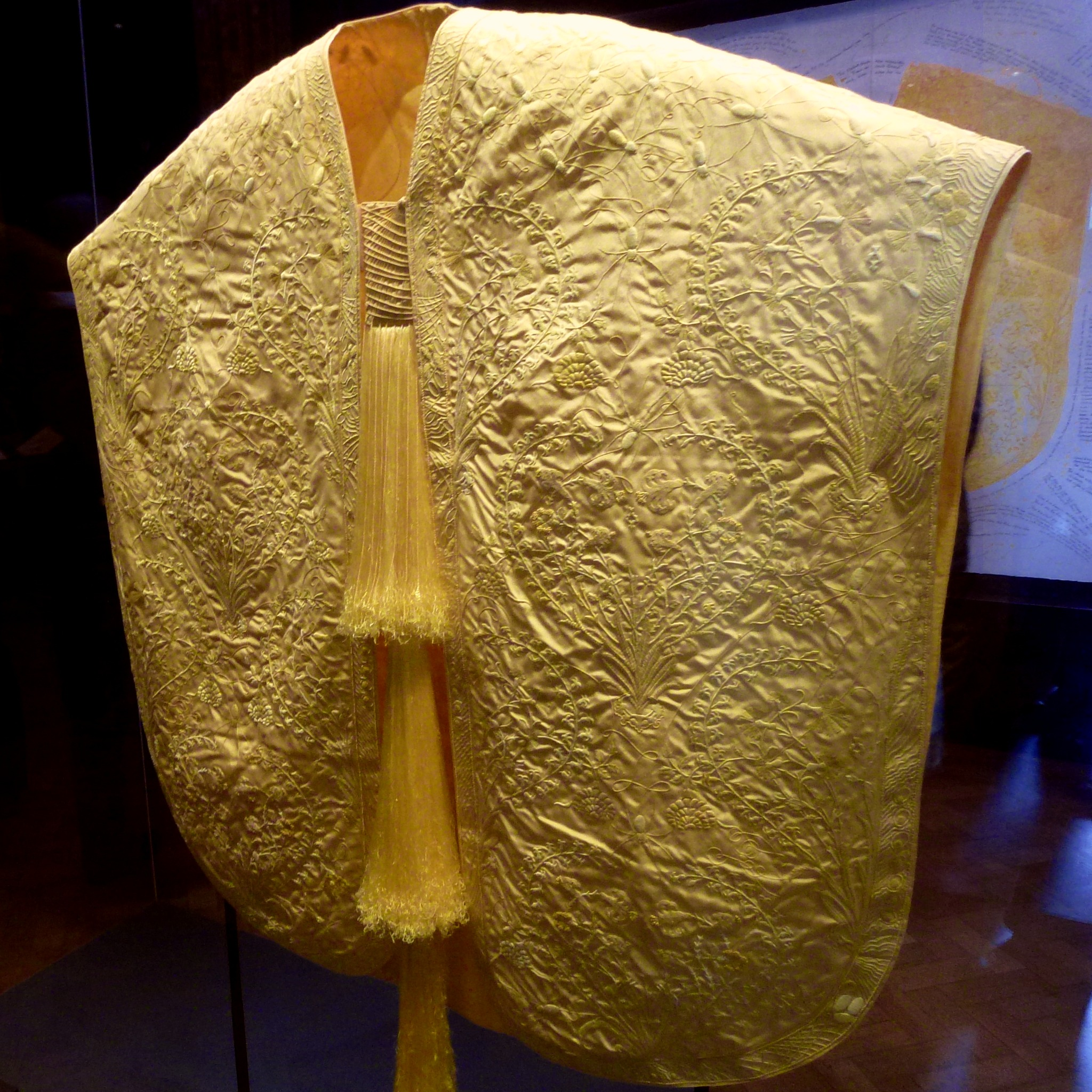
Une cape de Madagascar faite de soie d'araignée Nephila exposée au Victoria and Albert Museum de Londres en juin 2012.

Une autre particularité de la toile est le fait qu'elle est habitée constamment par de petites araignées Theridiidae du genre Argyrodes se comportant en kleptoparasites vis-à-vis de la Néphile dorée : Argyrodes zonatus et Argyrodes minax. Deux autres espèces, Argyrodes argyrodes, cosmotropicale, et Argyrodes borbonicus, endémique de la Réunion, n'ont été trouvées que sur des toiles de Cyrtophora et Nephilengys.
Tout à la fin du XIXe siècle, une expérimentation de production de soie industrielle est tentée avec le fil de cette araignée.

## Liste des sous-espèces
Selon World Spider Catalog (version 25.0, 18/03/2024) :
- Trichonephila inaurata inaurata (Walckenaer, 1841) des Mascareignes
- Trichonephila inaurata madagascariensis (Vinson, 1863) des Seychelles, Madagascar, Mayotte, Eswatini et Afrique du Sud

On a longtemps supposé l'existence d'une espèce très proche, Nephila nigra, endémique des Mascareignes et ayant l'abdomen entièrement noir. Cependant, on a pu observer des individus de Nephila nigra produisant des descendants à abdomen jaune et inversement. L'appellation Nephila nigra ne correspond qu'à une variation locale de coloration.

## Systématique et taxinomie
Cette espèce a été décrite sous le protonyme Epeira inaurata par Walckenaer en 1841. Elle est placée dans le genre Nephila par Butler en 1876 puis dans le genre Trichonephila par Kuntner et al. en 2019.
Nephila inaurata seychellensis a été placée en synonymie par Benoit en 1979.

## Trichonephila inaurataet l'Homme
La Trichonephila inaurata madagascariensis est une des seules espèces d'araignées pouvant être adoptée et laissée en liberté chez l'hôte. Bien que peu d'entretien ne soit demandée par la néphile, il sera impératif de garder des constantes telles que la température ou le taux d'humidité de la chambre dans laquelle elle réside proches à celles de son habitat naturel.
Son caractère inoffensif facilite l'observation mais la manipulation fréquente est déconseillée car la néphile de caractère très sédentaire n'aime pas être dérangée une fois qu'elle a tissé sa toile et s'y est installée.

## Galerie

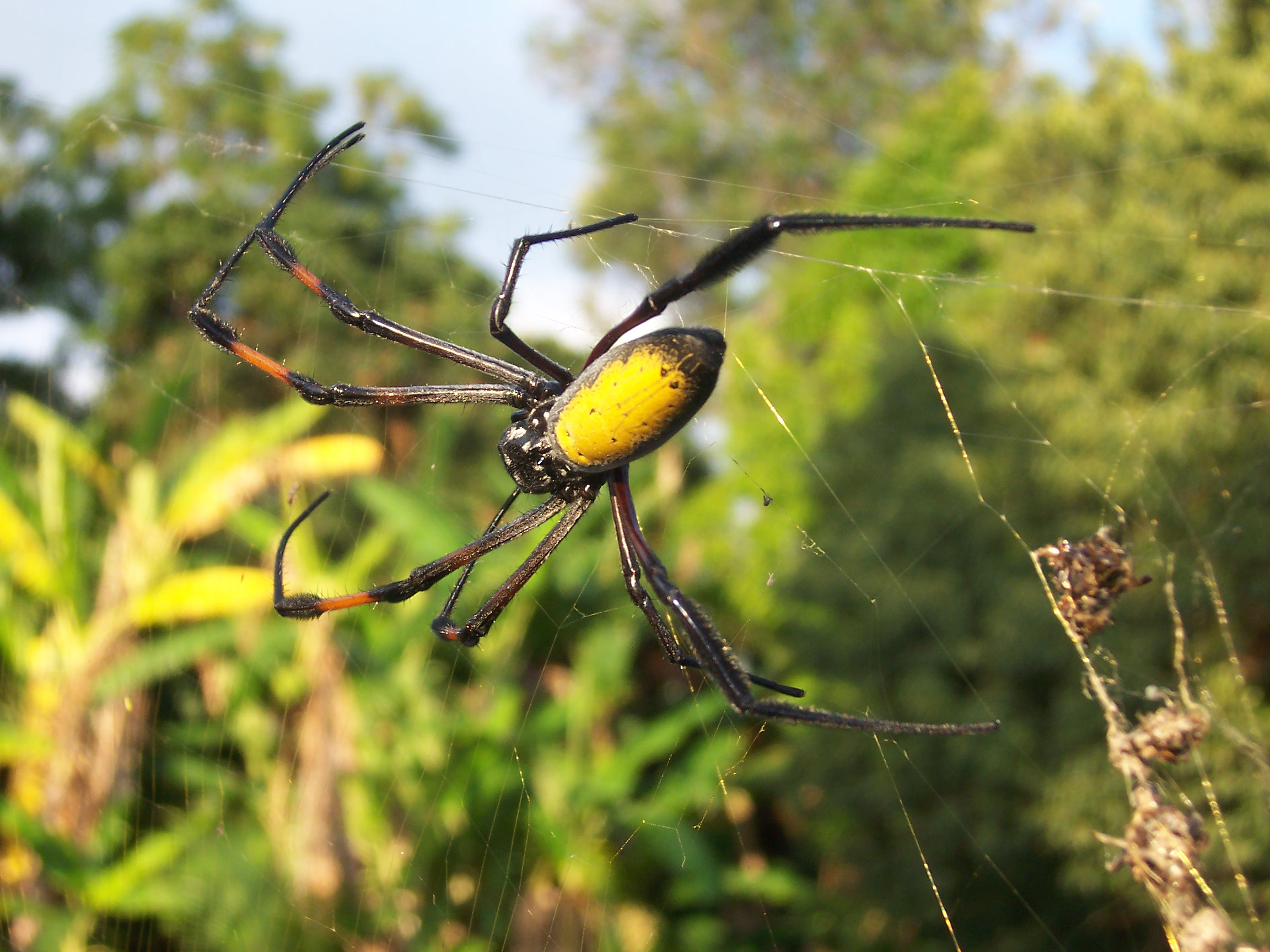
La néphile aligne en chapelet les restes de ses proies.
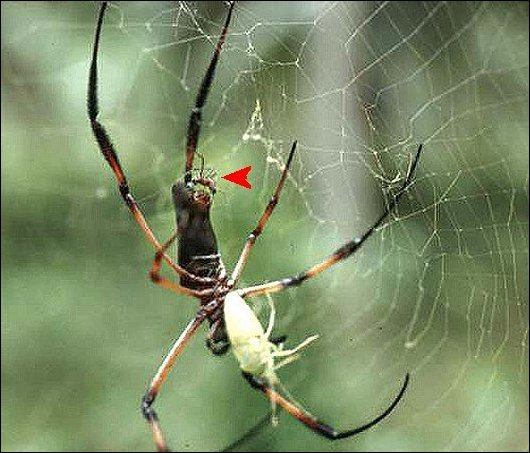
Néphile dorée des Seychelles : femelle avec proie (Pentatomide) et mâle sur les filières (flèche).
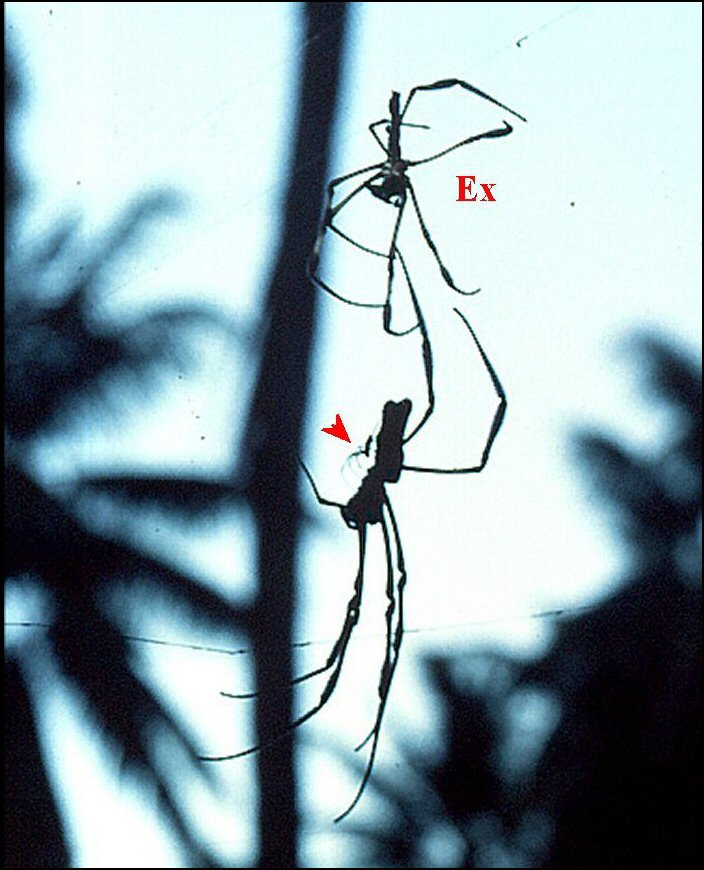
Néphile dorée des Seychelles : femelle venant de muer et mâle (flèche). Ex. : exuvie. Photographie à contre-jour.
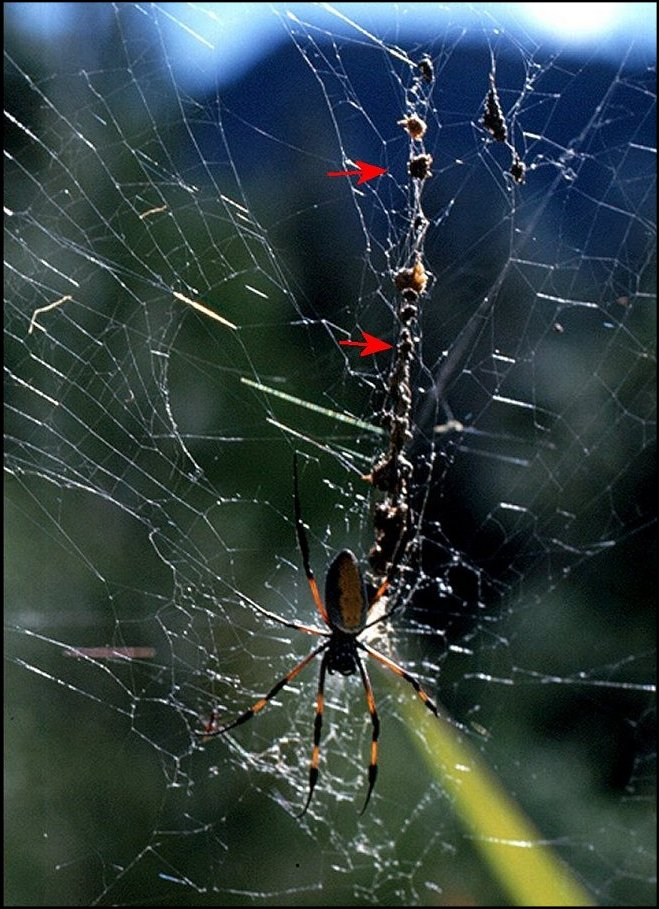
Néphile dorée de la Réunion au moyeu de sa toile pourvue d'un très long stabilimentum (flèches).
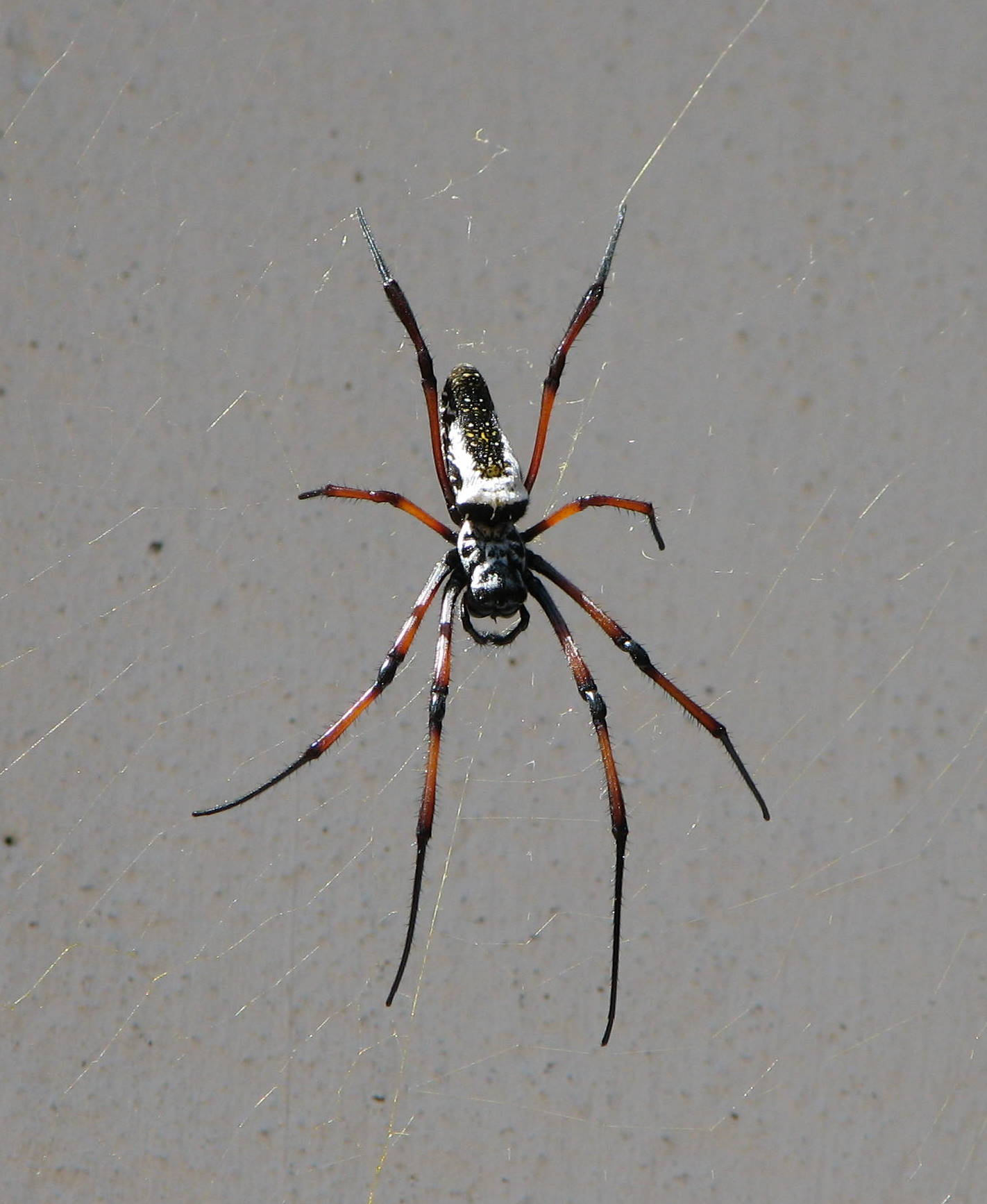
Trichonephila inaurata madagascariensis de Madagascar.
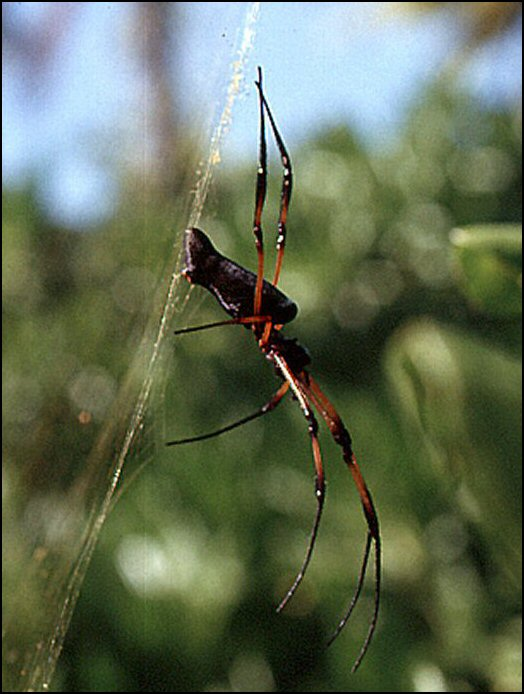
Néphile des Seychelles, femelle sur sa toile dorée.

## Publications originales
- Walckenaer, 1841 : Histoire naturelle des Insectes. Aptères. Paris, vol. 2, p. 1-549 (texte intégral).
- Vinson, 1863 : Aranéides des îles de la Réunion, Maurice et Madagascar. Paris, p. 1-337.